# Lee Eul-yong
Lee Eul-yong ((이을용?, 李乙容?); Taebaek, 8 settembre 1975) è un allenatore di calcio ed ex calciatore sudcoreano, di ruolo centrocampista.

## Biografia
I suoi due figli Lee Tae-seok (2002) e Lee Seung-Joon (2004) sono anch'essi calciatori.